# عيسى توايمز
عيسى كريستوفر تويمة (13 مايو 1995) أو توايمز هو يوتيوبر وموسيقي أمريكي مثلي الجنس ولد في هيركوليس، كاليفورنيا، وله أصل فلسطيني. عُرف سابقًا على يوتيوب باسم عيسى توايمز، وهو معروف بمدونات الفيديو الفكاهية التي غالبًا ما تتضمن الموسيقى. كما أنه أحد نجوم مسلسل "Party in the Back" من أنتاج شركة فول سكرين.
اشتهر توايمز في البداية بإنشاء مقاطع الفيديو على فاين.ولكنه قرر أن يصبح يوتيوبر في عام 2013، بعد انتظاره في طابور مدة أربع ساعات لمقابلة شين داوسون في مؤتمر فيدكون لذلك العام. نشر داوسون لاحقًا تعليقات إيجابية عن تويمة على وسائل التواصل الاجتماعي، مما ألهمه لبدء إنشاء مقاطع فيديو خاصة به على يوتيوب.
أنشأ قناته على يوتيوب في أبريل 2014، وجمع أكثر من 255,000 مشترك في غضون سبعة أشهر. بلغت شهرته على يوتيوب ذروتها عام 2016، عندما تجاوز عدد مشتركيه المليوني مشترك، بالإضافة إلى ملايين آخرين على فاين وإنستغرام. على الرغم من ذلك، قرر في تلك الفترة تقريبًا التوقف عن يوتيوب؛ ونتيجةً لذلك، لم ينشر أي فيديوهات لأكثر من عام حتى 30 أغسطس 2017.
ولكنه أعلن بعد ذلك عن جولة فنية في 20 مدينة، حيث قدّم بعضًا من أغانيه الأصلية؛ واستمرت الجولة من 12 نوفمبر إلى 17 ديسمبر 2017.

## روابط خارجية
- قناة توايمز على اليوتيوب